# 英國航空38號班機事故

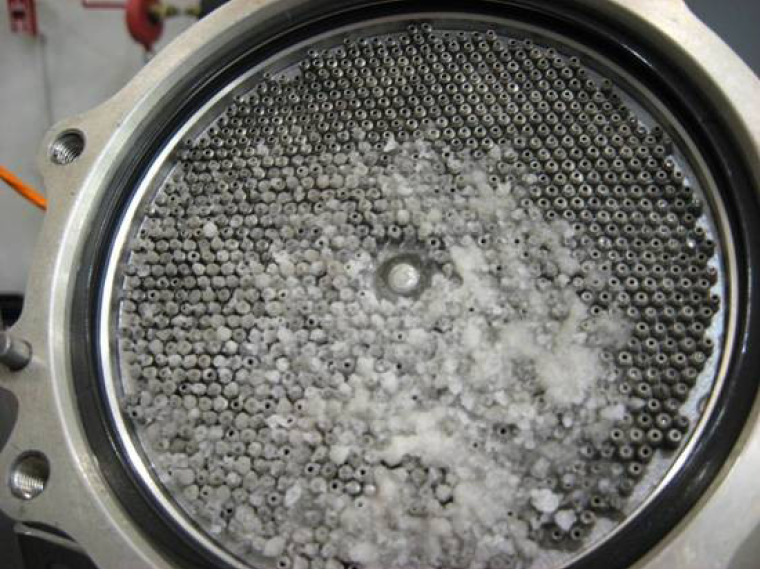
实验室重现热交换器被冰堵塞的状况

英國航空38號班機（BA038）是英國航空公司由中國北京首都國際機場飛往英國倫敦希斯路機場的定期航班，於2008年1月17日在希斯路機場進場時，因發動機失效而於12時42分（1242Z）在27L跑道頭前之草坪上墜毀，事故中無人死亡，47人受伤。

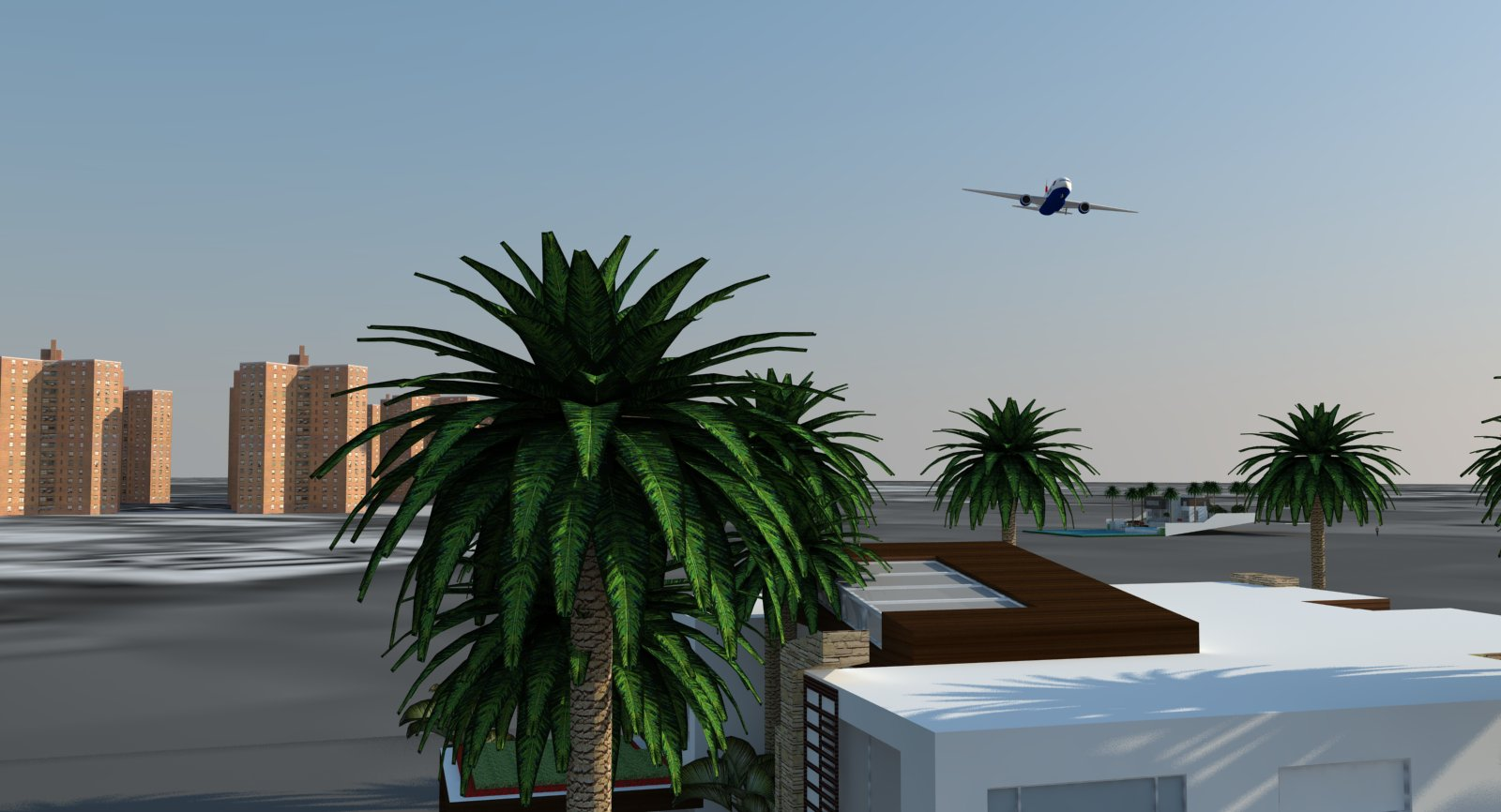
失事客机模拟画面

## 經過

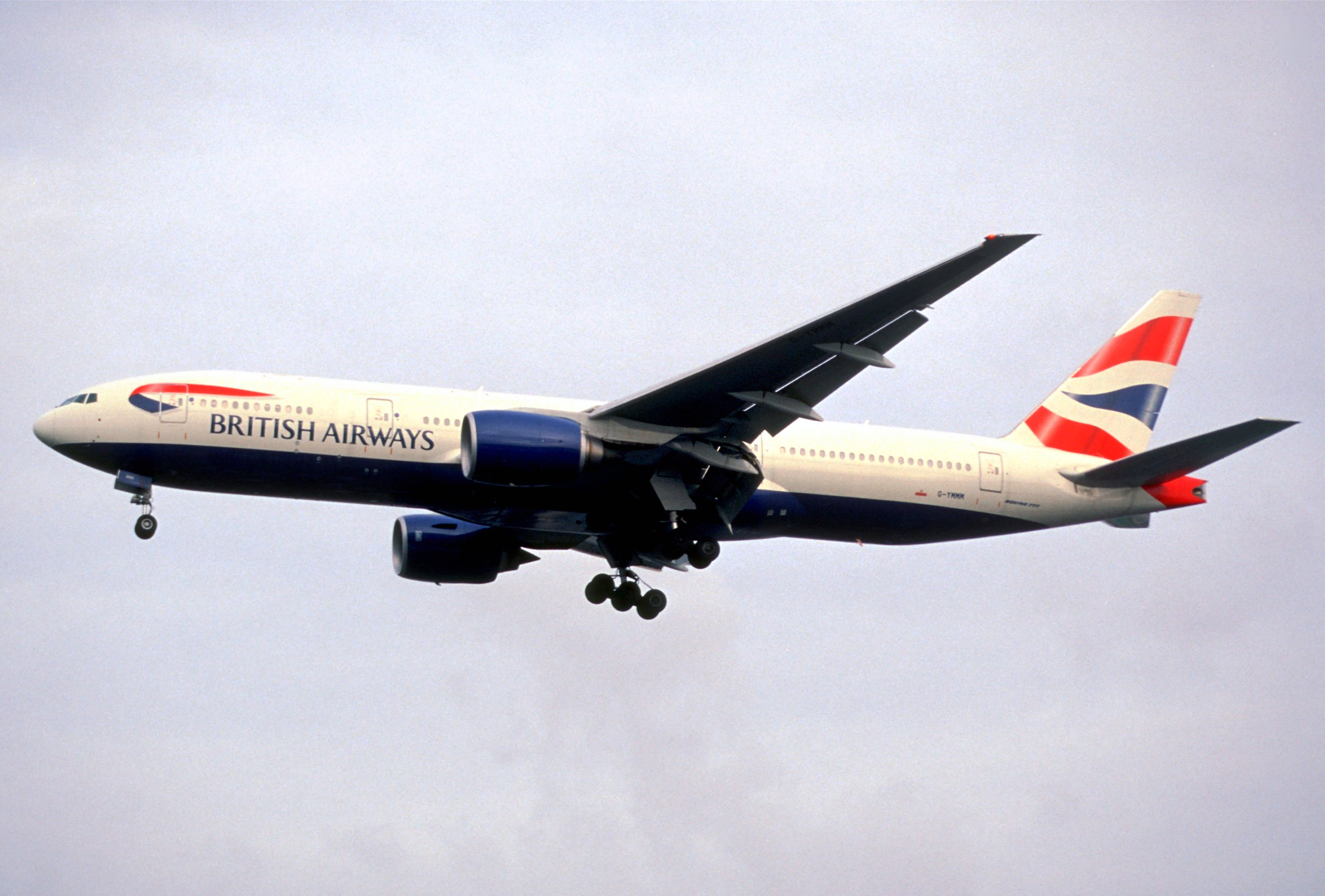
涉事的G-YMMM在2003年1月18日(事發前五年)降落在希斯路機場

涉事班機為波音777-236ER，註冊編號G-YMMM，于2001年5月18日首飛，同年5月31日交付英國航空，製造商序列號（MSN）30314，生產線編號342。
該客機於2008年1月17日上午從北京首都國際機場起飛，在飛行10個半小時後，準備於倫敦希斯路進場降落時，機上兩具勞斯萊斯Trent 895 發動機的推力在7秒内分别降低至慢车，所以飛機只得靠剩餘空速滑翔降落，當時飛機還有20秒便著陸，離地只有122米。
由於當時飛機已失去動力，所以下降率比正常進場時大，當飛機掠過機場外的民房及汽車時最低離地高度只有6米，最後飛機在倫敦希斯路機場27L跑道前方1,000英尺左右之草坪上緊急著陸。
飛機著陸時左側主起落架刺穿主機翼並卡住，右側主起落架亦嚴重受損且與機身分離，落在飛機數百米以外，而其中兩個機輪與輪軸一同脫落，兩具發動機亦被壓毀，飛機於草地上劃下幾條深坑，最後於倫敦希斯路機場27L跑道頭上停下，機上152人全數經逃生滑梯撤离，造成47人受伤，无人死亡。

## 調查

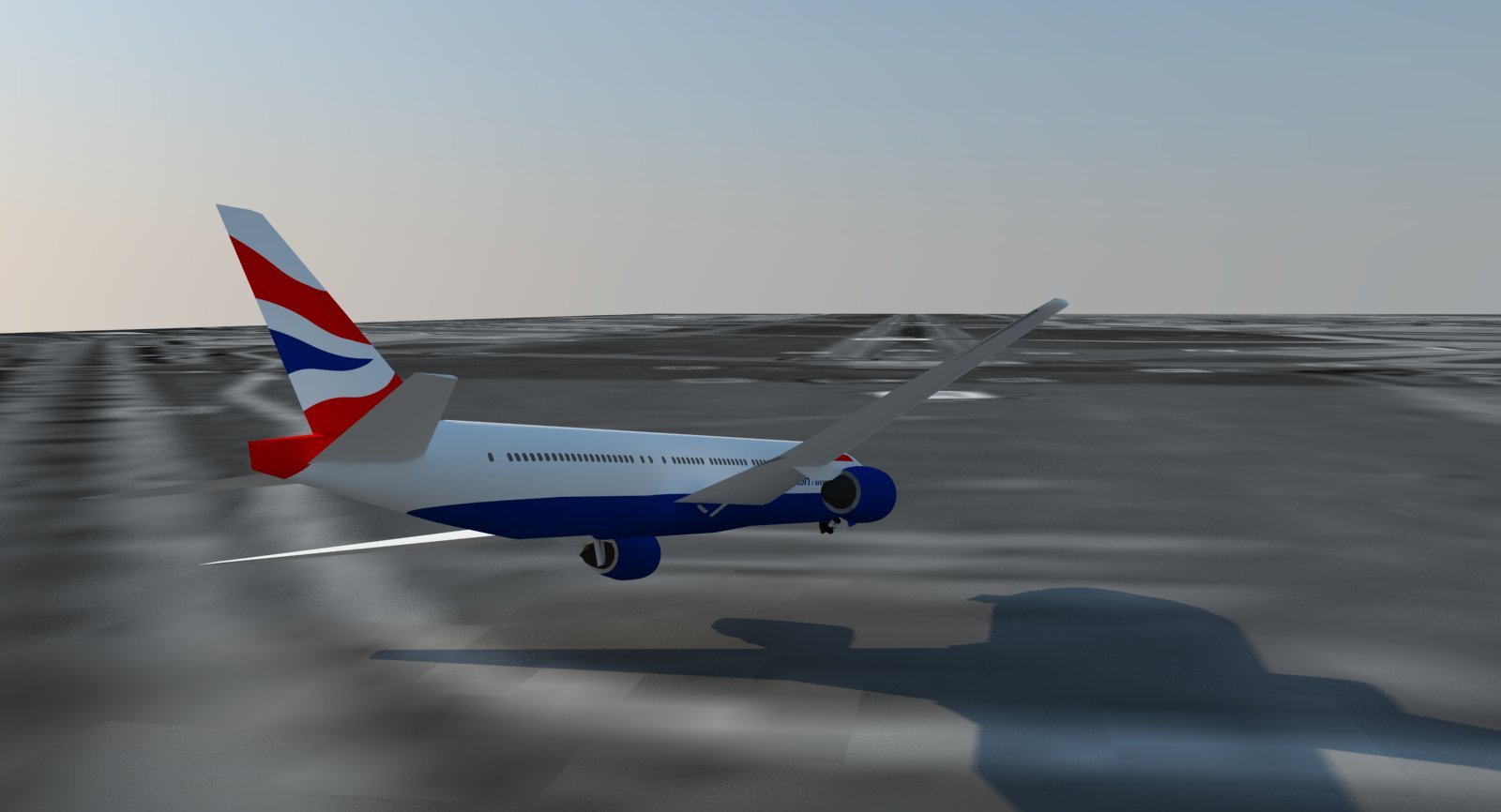
电脑模拟的飞机坠落过程

英國航空事故調查局（Air Accidents Investigation Branch, 简称AAIB）的初步調查中发现客機在降落前約150米上空兩個引擎同時失靈，並對機師發出的加速指令沒有反應，而且機上的電腦系統也沒有發出警報，機長在著陸時才發現情況異常，於是飛機被迫以僅餘的速度滑翔迫降，落地點距離跑道始端大約1,000英呎。
2008年9月的調查報告中指出事故與飛機燃料系統結冰有關，因為報告指出調查團隊在飛機的燃料箱發現了5公升的水：38號班機從北京飛往倫敦時，飛經蒙古、西伯利亞上空，周围的温度可达摄氏零下65至零下74度，不过飞机上的仪表显示燃料温度始终不低于摄氏零下34度，高于燃料的凝固点。
雖然燃油没有凝固，但佔燃油万分之一的水却因此凝固形成软冰，先是附著在油管內壁，接著在準備降落時碰上亂流讓自動油門加速，隨著流量加大，附著在油管內壁的冰被燃油沖散並隨著油路流動，因而堵塞機上的勞斯萊斯Trent 800引擎燃油熱交換器。热交换器的作用為预热燃油並同时對发动机机油降温，因为热交换需要比较大的表面积，因此有许多细小的管子，这些管子被软冰堵塞，使得燃油流量受限，兩側引擎因無法取得足夠的燃料而停擺，飛機最終失去動力，導致事故发生。

## 後續影響

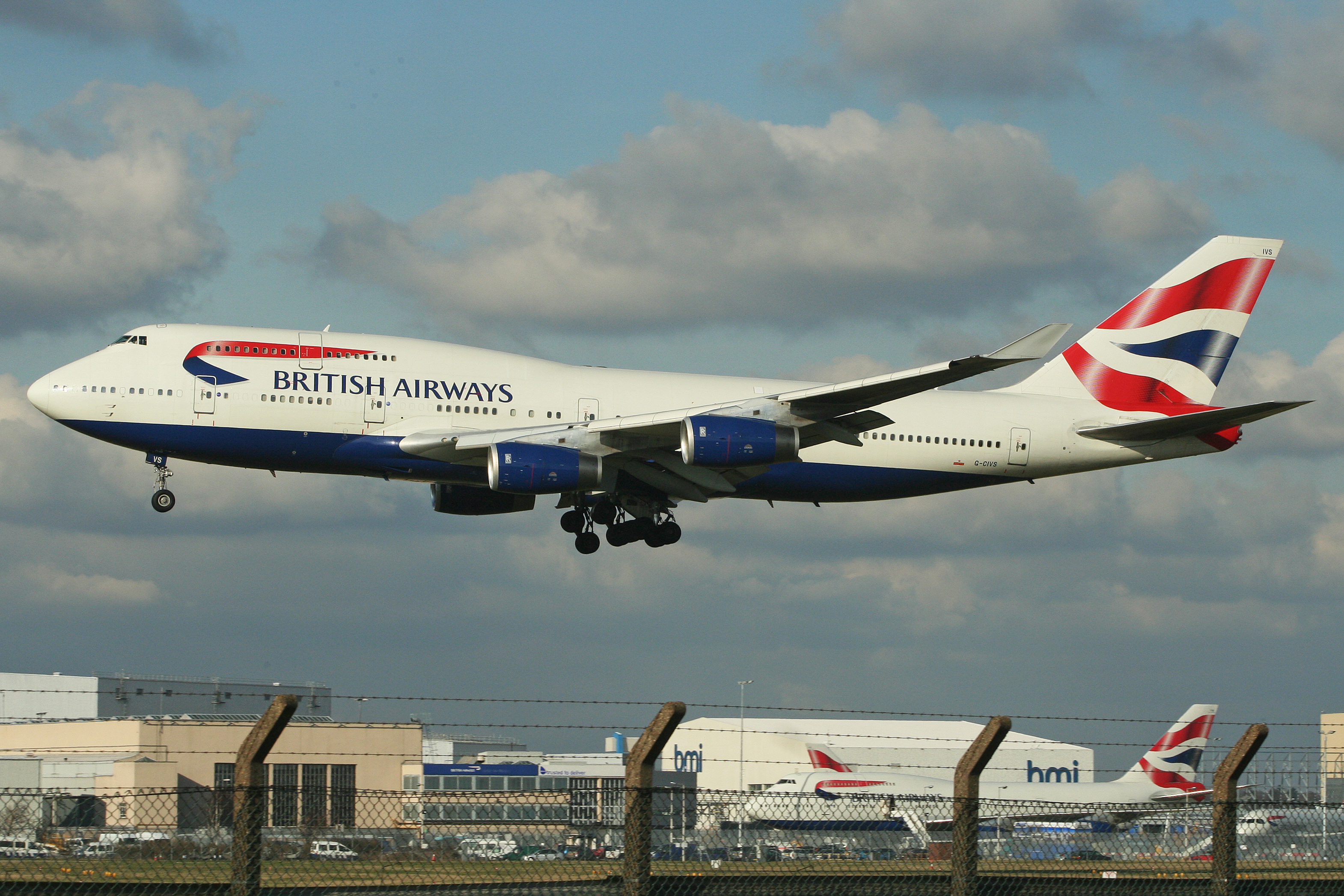
改用波音747后的BA38班机在希斯罗机场降落

事發後，許多來往倫敦希斯路機場的後續航班都受到影響，其中中國國際航空公司原定於1月18日上午11時50分由倫敦飛往北京的CA938航班直至18日15時20分方抵北京，時任英國首相戈登·布朗出訪中國的航班也延遲了出發時間，直至當晚7:30共有221個航班因此取消，據報當飛機失速急降跑道時首相專車正在公路上行駛，28秒鐘之後飛機在公路上空僅6米左右處掠過。
這是波音777客機於1994年投入市場以來首次發生的嚴重事故，亦是波音777客機首起以滑翔方式迫降事件，雖然出事客機機齡只有6年，但由於損毀嚴重，英國航空事故調查委員會發佈的報告中已將飛機損害描述為“超出經濟能力”，英航發言人亦證實飛機已作報廢處理，肇事客機因而成為全球首架全损報銷的波音777客機，而客機亦在完成調查後被拆卸。
由於機長伯基爾（Peter Burkill）及副機長科沃德（John Coward）的出色表現，他們在翌日的記者會中都受到英雄式的歡迎，而且受到英航及各界高度讚揚。
事故之後，英航來往倫敦與北京的航班號仍為BA39/38，2019年10月27日英国航空全面转场至北京大兴国际机场，2020年1月，该航线受2019冠状病毒病疫情影响而暂停运营。2023年6月4日该航线复航，但航班号改为BA89/88。现已重新改回BA39/38。但在2024年10月26日，由于该航线绕飞俄罗斯领空的成本较高而被再次暂停。。
波音更改了配备勞斯萊斯引擎的波音777的飞行手册，将“不應在『燃油溫度低於-10°C的高空』持續飛行逾三小時”改为“不應在『燃油溫度低於-10°C的高空』持續飛行逾两小時”，隨後勞斯萊斯也對該款引擎之熱交換器進行改良並更換，美国航空公司在近极地飞行的航班使用水含量更少的燃油。
機長彼得在事發後一年離開英國航空，他先後向十幾家航空公司應徵777機長的職位，但是包括大韓航空、阿聯酋航空在內的所有航空公司都拒絕雇用他，大韓航空表示不想雇用有墜機經歷的飛行員，失去工作的他被迫領取救濟金，甚至考慮過賣掉房子，他於2010年11月以777機長的身分回到英航上班。

## 法律诉讼
2009年11月，10名乘客在伊利诺伊州对波音公司发起诉讼，状告波音公司的飞机“有设计缺陷，给乘客带来危险，而波音没有能够尽到防范义务”，此诉讼以波音公司赔偿每位原告100万美元告终。

## 外部連結
- Air Accidents Investigation Branch Report on the accident to Boeing 777-236ER, G-YMMM, at London Heathrow Airport on 17 January 2008（页面存档备份，存于） - AAIB對該事件的報告 （英文）
  - Final Report( （页面存档备份，存于）)
- Airliners.net 事故飛機照片